# Battaglia di Damasco (1918)
La battaglia di Damasco si svolse tra il 30 settembre e il 1º ottobre 1918, durante le fasi finali della Campagna del Sinai e della Palestina nella Prima guerra mondiale. Le forze dell'Impero britannico, in collaborazione con le truppe arabe guidate da Faysal ibn al-Husayn e T. E. Lawrence, conquistarono la città di Damasco, segnando un punto di svolta decisivo nel crollo dell'Impero ottomano nel Levante.

## Contesto strategico
Nel settembre del 1918, le forze dell'Impero britannico sotto il comando del generale Edmund Allenby lanciarono una grande offensiva nella regione della Palestina ottomana, culminata nella decisiva Battaglia di Megiddo (1918). L'obiettivo strategico era lo smantellamento completo delle difese ottomane nel Levante, con l'occupazione di snodi chiave come Damasco, nodo logistico e simbolico del dominio ottomano in Siria.
Tra il 19 e il 25 settembre, l'Armata Ottomana fu colta di sorpresa da una manovra a tenaglia che coinvolse sia le forze britanniche regolari che le unità arabe ribelli coordinate da T. E. Lawrence e da Faysal ibn al-Husayn. L'avanzata alleata comportò la rapida caduta di Nazaret, Jenine, Beisan e, soprattutto, la rottura delle linee ferroviarie e di comunicazione ottomane, tra cui la ferrovia dell'Hegiaz.

### Disintegrazione delle forze ottomane
La disfatta delle armate ottomane fu accelerata dalla mancanza di coesione e dall'inefficienza della logistica. La Settima Armata ottomana, comandata da Mustafa Kemal Atatürk, fu quasi completamente annientata nella sacca di Nablus, mentre la Ottava Armata e la Quarta Armata tentarono di ritirarsi verso Damasco. Tuttavia, la rapida avanzata della cavalleria del Desert Mounted Corps – composto da unità australiane, neozelandesi, britanniche e indiane – rese ogni ritirata estremamente difficoltosa. Le truppe alleate catturarono oltre 75 000 prigionieri nel corso di pochi giorni, molti dei quali erano esausti, disarmati o affetti da dissenteria o colera.
Parallelamente, gli attacchi condotti dalle forze arabe nel sud della Siria, in particolare contro la ferrovia dell'Hegiaz e i presidi ottomani presso Mafraq, Daraa e Azraq, contribuirono a tagliare le linee di rifornimento e ostacolare l'organizzazione della ritirata.

### L'inseguimento verso Damasco
Dopo il crollo del fronte ottomano in Galilea e nel nord della Palestina, Allenby ordinò un'immediata avanzata su Damasco. L'incarico fu affidato principalmente al Desert Mounted Corps comandato dal generale Harry Chauvel, con l'obiettivo di accerchiare e prendere la città prima dell'arrivo delle forze francesi provenienti dalla costa o delle eventuali residue forze ottomane.
La direttrice dell'avanzata prevedeva il passaggio attraverso Beirut, Jisr Benat Yakub e Kuneitra, quindi verso la valle del Barada, ai piedi del Monte Hermon. Le divisioni di cavalleria coprivano oltre 60 km al giorno, in una corsa contro il tempo per evitare che la città venisse evacuata e saccheggiata.
Le colonne ottomane in ritirata erano costituite da resti disorganizzati della 4ª Armata comandata dal generale Jemal Pasha, supportata da alcuni reparti tedeschi della Asia Korps. L'inseguimento fu contrassegnato da una serie di scontri minori presso Irbid, Remta, Kiswe e Sa'sa', dove le truppe ottomane tentarono inutilmente di rallentare l'avanzata alleata.
Migliaia di prigionieri vennero catturati ogni giorno, molti senza combattere, affamati e disidratati. I rapporti ufficiali delle truppe australiane e neozelandesi riferiscono che, nei giorni precedenti l'arrivo a Damasco, le strade erano disseminate di cadaveri, carri abbandonati e cavalli morti, segno del collasso definitivo dell'apparato militare ottomano.

### Obiettivi politici e tensioni diplomatiche
La conquista di Damasco aveva una forte valenza politica oltre che militare. Per le potenze dell'Intesa, in particolare Francia e Regno Unito, la spartizione dei territori ottomani del Levante era già stata delineata con gli Accordi Sykes-Picot del 1916. Tuttavia, l'emiro Faysal e i leader arabi puntavano a ottenere il controllo diretto della Siria e di Damasco, che consideravano il cuore simbolico e culturale dell'indipendenza araba.
Allenby fu costretto a bilanciare gli interessi britannici, le ambizioni francesi e le aspettative arabe. Per questo motivo, pur volendo conquistare Damasco dal punto di vista militare, lasciò intendere che l'amministrazione iniziale sarebbe stata affidata a Faysal. Tale scelta avrebbe suscitato accese polemiche diplomatiche nelle settimane successive.

## Battaglia

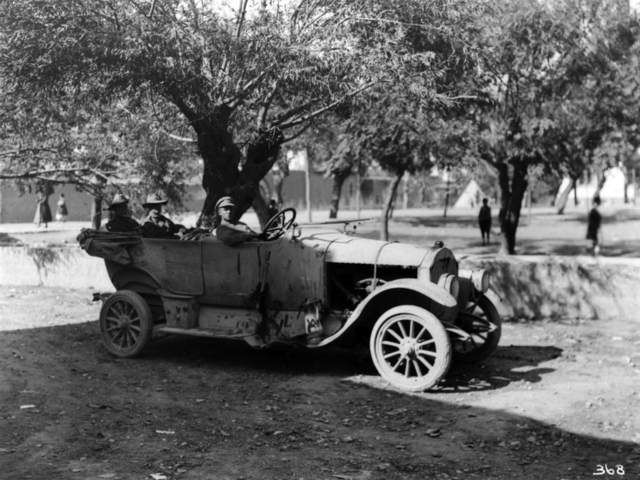
Il tenente Hector W. Dinning, Australian War Records, seduto dietro al suo conducente

### Avvicinamento alla città
Secondo il tenente Hector W. Dinning, che operava presso gli Archivi di Guerra Australiani al Cairo, "gli ultimi 30 chilometri verso Damasco sono ottimi". L'oasi fertile che circonda la città è visibile da grande distanza e ricorda, per contrasto, l'effetto del delta del Nilo rispetto al deserto: il verde rigoglioso alimentato dai fiumi Barada e Pharpar si staglia sullo sfondo brullo e sassoso del paesaggio circostante.
Avvicinandosi, il corso del Pharpar viene costeggiato per circa 16 km, fino a quando Damasco, nascosta tra gli alberi, compare improvvisamente. Le sue torri non sono visibili fino all’ultimo, ma i suoi sobborghi appaiono già da lontano, adagiati sulle creste argillose a occidente della città.

### La città e la sua difesa
Nel 1918, secondo l’Army Handbook britannico, Damasco era la più grande città della Siria ottomana, situata in una vasta oasi. Vi si trovava una popolazione etnicamente e religiosamente diversificata: musulmani arabi, curdi, algerini, musulmani cretesi, cristiani di tutte le confessioni (compresi molti armeni) e una storica comunità ebraica. Circa un quinto degli abitanti erano cristiani. La città era fiera della propria autonomia e orgogliosa della sua identità: l’indipendenza araba centrata su Damasco era un ideale condiviso e profondamente radicato tra i suoi abitanti.
Il generale Liman von Sanders, comandante del Gruppo d’armate Yıldırım, ordinò la difesa della città al XX Corpo ottomano della Settima Armata ottomana, che includeva le divisioni di fanteria 24ª, 26ª e 53ª, e alla 3ª Divisione di cavalleria della Quarta Armata ottomana, tutte sotto il comando del colonnello Ismet Bey (comandante del III Corpo).
Contemporaneamente, il Gruppo di Tiberiade sotto il comando di Mohammed Jemal Pasha, capo della Quarta Armata, ricevette lo stesso ordine. Tuttavia, Liman von Sanders comprese l’impossibilità di difendere Damasco e trasferì il suo quartier generale ad Alep il 30 settembre. Quel giorno, le ultime truppe a lasciare la città furono il 146º Reggimento di fanteria ottomano, seguito poco dopo da elementi del III Corpo e della 3ª Divisione di cavalleria, che si ritirarono verso Rayak, in Libano.

### Accerchiamento della città

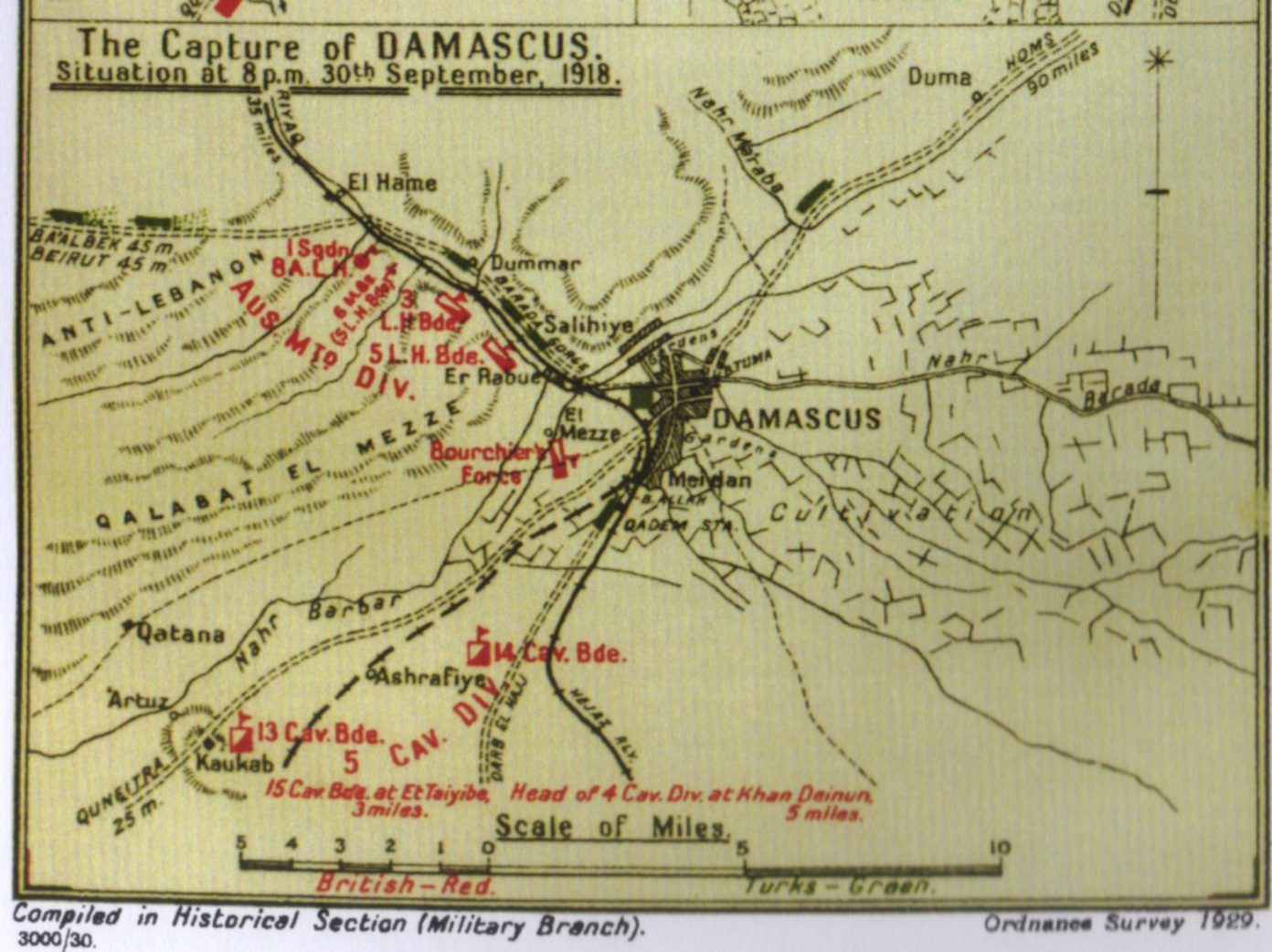
Mappa dettagliata della cattura di Damasco. Sketch Map 39 da Falls (1930)

A partire dal 27 settembre, gli aerei australiani iniziarono la ricognizione aerea sopra Damasco, segnalando un’intensa attività presso la stazione ferroviaria, dove centinaia di vagoni e locomotive erano in sosta, e un gran movimento di colonne in ritirata da Daraa e dal Jisr Benat Yakub. Il 28 settembre l’aeroporto militare di Damasco fu bombardato e distrutto, e la mattina seguente cominciò l’evacuazione della città.
La notte del 30 settembre, le divisioni di cavalleria britanniche e indiane erano già posizionate per l’assalto: la Australian Mounted Division si trovava a El Mezze, a 3 km a ovest di Damasco; la 5ª Divisione di cavalleria era a Kaukab e la 4ª Divisione a Zeraqiye, 55 km più a sud, lungo la Strada dei pellegrini. Gli Arabi, invece, si trovavano a nord-est, nei pressi di Ashrafiyat al-Wadi.
La 4ª Divisione di cavalleria, insieme a forze arabe, avanzò verso Khan Dannun, ingaggiando i resti della Quarta Armata, mentre gli australiani, passando a ovest della città, si prepararono a tagliare le strade verso Beirut, Homs, Hama e Alep, con l’obiettivo di occupare direttamente la città.
Secondo quanto riferito dal sergente M. Kirkpatrick della 2ª Squadra mitraglieri neozelandese, “i mitraglieri tedeschi nei sobborghi furono rapidamente messi in fuga dalla nostra artiglieria a cavallo, mentre avanzavamo tra coltivi e colline aride. […] Dai rilievi ottenemmo una vista magnifica della città che il Profeta considerava un paradiso”. Egli osservò inoltre una colonna ottomana di circa 20 000 uomini proveniente da Daraa, che tentava invano di raggiungere la città prima della chiusura dell’accerchiamento.

### Azioni nei sobborghi
Alle 2:00 del 1º ottobre, un reparto dei Gloucester Hussars, con una sezione armata di mitragliatrici Hotchkiss, ricevette l’ordine di occupare la stazione radio a Qadam, ma giunse troppo tardi: la stazione era già stata fatta esplodere dai difensori in ritirata. Da lì, il reparto raggiunse il quartier generale della Divisione montata australiana.
Nel frattempo, il resto della 13ª Brigata, sempre della 5ª Divisione, avanzò da Kaukab fino a Deir Khabiyah, che confusero inizialmente con Kiswe. L’avanguardia, composta da uno squadrone del 4th Horse (Hodson’s Horse), catturò circa 300 prigionieri ottomani e altri 300 a Kiswe, prima di essere richiamati indietro. Tuttavia, proseguirono l’attacco verso una colonna ottomana di 1.500 uomini a circa 1,2 km di distanza, aspettandosi rinforzi. Fu l’artiglieria della 4ª Divisione a garantire loro la ritirata, anche se persero un cannone Hotchkiss e alcuni cavalli.

### 1º ottobre
Dopo che la gola del Barada fu bloccata dalle forze britanniche, diverse colonne in ritirata continuarono a fuggire da Damasco verso nord, lungo la strada per Alep. Una di queste era composta dal 146º Reggimento di fanteria ottomano, l’ultima formazione ottomana a lasciare la città, che si ritirò nella notte tra il 30 settembre e il 1º ottobre lungo la strada per Homs e Rayak, dove si stavano radunando anche il III Corpo, la 24ª Divisione ottomana e la 3ª Divisione di cavalleria ottomana, insieme ai soldati trasportati sull’ultimo treno ottomano partito da Damasco attorno alle 21:00 del 30 settembre.
Solo due formazioni mantennero un’organizzazione disciplinata: quella del generale von Oppen, evacuata a Rayak in treno prima della chiusura della gola del Barada, e il 146º Reggimento in marcia verso Homs.

### Resa
L’indipendenza della Siria fu proclamata il 1º ottobre e la bandiera del Regno arabo issata sul palazzo del governatore dall’emiro Said Abd el Kader, che istituì un consiglio provvisorio per governare la città in attesa dell’arrivo del principe Faysal. Secondo l’ordine del Comando generale britannico, le forze arabe dovevano entrare in città prima delle truppe alleate, anche se la EEF aveva combattuto e conquistato Damasco per prime.
La 3rd Light Horse Brigade australiana aveva bivaccato fuori città la notte precedente, con pattuglie poste a controllo degli accessi, per impedire l’ingresso a chiunque tranne che ai regolari arabi. Con l’ordine di tagliare la strada per Homs, la brigata entrò in città alle 05:00 del 1º ottobre.
Il 10º Reggimento di cavalleria leggera, all’avanguardia della brigata, discese una ripida gola fino alla stazione di Dummar, dove ricevette la resa di centinaia di soldati ottomani. Presso la stazione ferroviaria di Baramkie, il reggimento catturò tra i 500 e i 1 000 prigionieri su un treno in partenza per Beirut. Dopo aver aperto un varco, attraversarono la gola al galoppo con sciabole sguainate, raggiungendo il centro cittadino. Passarono davanti alla caserma Baramkie, gremita di soldati ottomani che non opposero resistenza, mentre le strade cominciavano a riempirsi di civili, costringendo gli australiani a rallentare l’avanzata.
Presso il Serail, sede del governo, il maggiore A.C.N. Olden, comandante del 10º Reggimento, ricevette la resa della città dall’emiro Said Abd el Kader. Secondo Falls, Said Abd el Kader era nipote dell’emiro Abd el Kader e governatore ad interim nominato dal governatore ottomano uscente Djemal Pasha il 30 settembre. La sua amministrazione provvisoria fu sciolta per consentire l’instaurazione del governo arabo di Faysal. Olden descrisse la scena come “un grande assembramento, in abiti orientali sgargianti, schierato in file ordinate”.
La città era in uno stato di rivolta: le amministrazioni civili e militari si erano dissolte. Olden ordinò l’immediata cessazione degli spari e richiese una guida per condurre i suoi uomini lungo la strada per Homs.

### Amministrazione
La proclamazione dell’indipendenza araba avvenne mentre in città si trovavano ancora circa 15 000 soldati ottomani e tedeschi, inclusi ufficiali di alto rango come Mohammed Jemal Pasha, comandante della Quarta Armata. Il generale Allenby informò re Hussein, padre di Faysal, che Damasco era stata occupata e oltre 7 000 prigionieri erano stati catturati.
L’esercito arabo arrivò in città verso le 07:30, dopo che il 10º Reggimento e T.E. Lawrence si erano già ritirati. Lawrence giunse con Auda abu Tayi, lo Sharif Nasir, Nuri al-Shaalan e le loro forze tribali. Al municipio, giurarono fedeltà a re Hussein.
Gli arabi proclamarono un governo autonomo e issarono la loro bandiera prima dell’arrivo del grosso delle truppe di Allenby. Secondo Hughes, “nelle convulse ore successive alla caduta di Damasco, le decisioni politiche furono prese da un ristretto gruppo di ufficiali britannici sul campo, tra cui Lawrence, spesso operanti in autonomia e in condizioni esplosive”.
Successivamente, Shukri Pasha Al-Ayyubi fu nominato governatore militare di Damasco. Le rivendicazioni politiche arabe, francesi e italiane – aggravate dalle clausole dell’Accordo Sykes-Picot – complicarono la posizione di Faysal e generarono una diffidenza profonda da parte francese. Dopo pochi giorni, il primo governo arabo fu sciolto e sostituito da un’amministrazione civile guidata dal generale Ali Riza Pasha el Rikabi.
A Damasco giunsero anche ufficiali francesi, italiani e un osservatore statunitense indipendente, Yale, che riportò forti difficoltà operative dovute a ostacoli frapposti dalle autorità locali. In un telegramma al War Office del 1º ottobre, Allenby dichiarò che la Australian Mounted Division aveva occupato la città insieme al Corpo montato del deserto e all’esercito arabo. Sottolineò che “l’amministrazione civile resta affidata alle autorità esistenti e tutte le truppe, eccetto alcune unità di guardia, sono state ritirate”. Scrisse alla moglie che sarebbe partito per Damasco il giorno successivo, rimanendovi fino al 4 ottobre.

### Occupazione
Alle 6:40 del 1º ottobre il generale Hodgson, al comando della Australian Mounted Division, ordinò alla “Forza Bourchier” (composta dal 4º e 12º Reggimento di cavalleria leggera) di pattugliare la periferia occidentale di Damasco a sud della gola di Barada. In una caserma furono catturati 265 ufficiali e 10.481 soldati ottomani, che si arresero al 4º Reggimento. I prigionieri capaci di camminare furono condotti in un campo di concentramento fuori città, mentre 600 uomini non deambulanti e 1.800 ricoverati in tre ospedali furono assistiti sul posto. Vennero inoltre disposte guardie sugli edifici pubblici principali e presso i consolati fino all’arrivo delle truppe sceriffiali.
Il Desert Mounted Corps aveva catturato in totale circa 47 000 prigionieri dall’inizio delle operazioni il 19 settembre. Tra il 26 settembre e il 1º ottobre il corpo aveva catturato 662 ufficiali e 19.205 soldati di truppa. Circa 20 000 soldati ottomani malati, esausti e disorganizzati furono presi prigionieri a Damasco e nei suoi dintorni. Solo nella mattinata del 1º ottobre furono catturati quasi 12 000 uomini, insieme a numerosi pezzi d’artiglieria e mitragliatrici. La 4ª Brigata di cavalleria leggera, da sola, fece 11.569 prigionieri. La 5ª Divisione di cavalleria prese in custodia 12 000 prigionieri ottomani. I prigionieri vennero poi scortati fuori città verso i campi.
Allenby stimò che circa 40 000 soldati ottomani si stessero ritirando verso Damasco il 26 settembre. L’inseguimento del Desert Mounted Corps ne catturò metà. Secondo Falls, «questa grande operazione di cavalleria decise di fatto le sorti della campagna».
Lo storico ufficiale australiano Henry Gullett descrisse così la portata della vittoria:
(Gullett, H. ‘‘The A.I.F. in Sinai and Palestine’’, 1919, pp. 22–25.)

### La 3ª Brigata continua l’inseguimento
Dopo la resa di Damasco, la 3rd Light Horse Brigade proseguì l’inseguimento verso nord lungo la strada per Homs, ingaggiando continui scontri con retroguardie ottomane. Il 1º ottobre furono fatti 750 prigionieri e catturate diverse mitragliatrici.
Nel frattempo, la 13ª Brigata di cavalleria della 5ª Divisione si diresse verso est, sempre lungo la strada per Homs, dove entrò in contatto con la 14ª Brigata, che era passata da Damasco alle 10:30, entrando dalla Porta di Bab Tuma per stabilire gli avamposti.

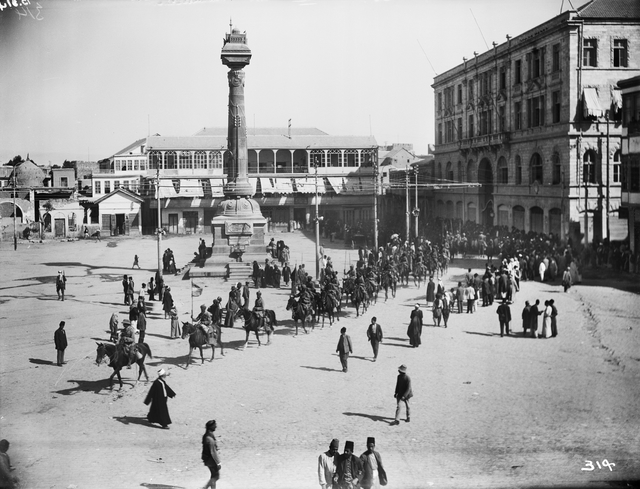
Cavalleria indiana entra a Damasco, 2 ottobre 1918

Il 2 ottobre, alle 6:15, una lunga colonna ottomana fu avvistata in fuga. Il 9º Reggimento di cavalleria leggera si mise all’inseguimento: due squadroni si portarono davanti alla colonna all’altezza di Khan Ayash per tagliare la strada, mentre un terzo attaccava il fianco. La colonna si arrese prima ancora dello scontro. Furono presi oltre 2 000 prigionieri, incluso un comandante di divisione, e catturato lo stendardo del 146º Reggimento: l’unico stendardo ottomano conquistato dagli australiani durante la guerra.

### La parata di Chauvel a Damasco

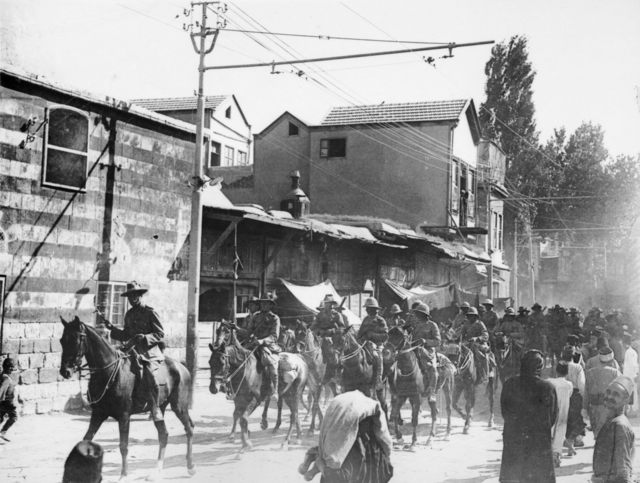
Chauvel guida la sua colonna attraverso Damasco il 2 ottobre 1918

Il 2 ottobre Harry Chauvel entrò ufficialmente a Damasco, ordinando una parata militare per affermare l’autorità alleata. Secondo Chauvel, l’intento degli arabi era «far sembrare che la liberazione fosse opera loro, minimizzando il ruolo britannico». Così, decise una marcia attraverso la città con unità rappresentative di ogni componente del Desert Mounted Corps, inclusi artiglieria, autoblindo e rappresentanze francesi, britanniche, indiane, neozelandesi e australiane.

### Incontro di Damasco, 3 ottobre

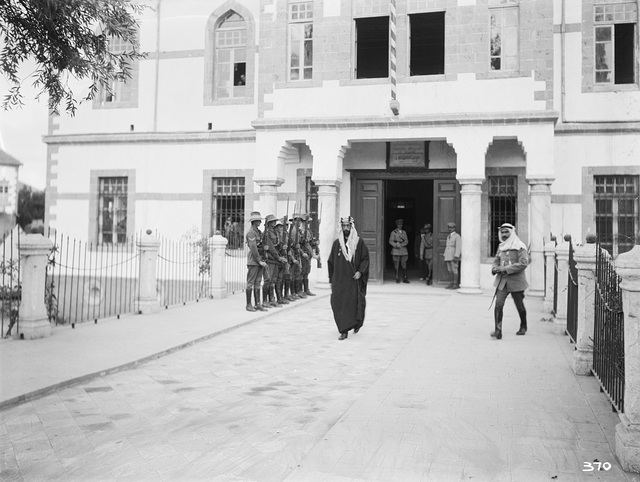
Faysal lascia il quartier generale del Desert Mounted Corps

Il 3 ottobre Allenby giunse a Damasco e incontrò il principe Feisal all’Hotel Victoria. Lo invitò alla moderazione, affermando che l’amministrazione della Siria sarebbe rimasta sotto controllo britannico, mentre il Libano spettava alla Francia secondo gli accordi tra le potenze.
Feisal affermò che Lawrence gli aveva garantito che gli arabi avrebbero governato tutta la Siria e negò di essere a conoscenza delle rivendicazioni francesi sul Libano.

### Proseguimento dell’occupazione

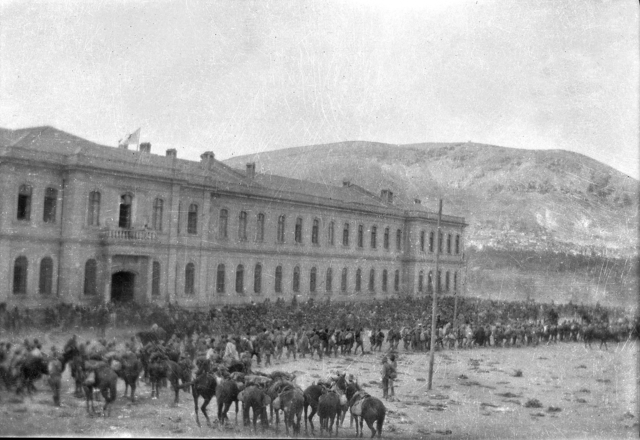
Truppe australiane a Damasco, ottobre 1918

Il 12th Light Horse Regiment accampò a nord-est di Kafarsouseh il 1º ottobre, svolgendo compiti di guardia fino al 7 ottobre, quando fu colpito da un bombardamento aereo ottomano senza subire perdite. Il giorno seguente si trasferì a Damasco, dove proseguì le operazioni di sicurezza.
Allenby informò il War Office che erano stati catturati oltre 75 000 prigionieri, di cui 25 000 ancora a Damasco, con difficoltà logistiche nel loro trasferimento a causa della carenza di mezzi e della comparsa del colera a Tiberiade. La situazione a Damasco era tranquilla e il costo del cibo era diminuito del 20%.

#### Campo di prigionia di Kaukab

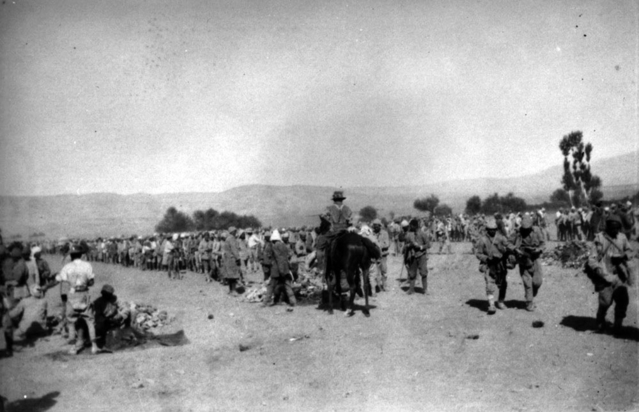
Distribuzione di razioni a Kaukab, ottobre 1918

A Kaukab furono trasferiti circa 17 000 prigionieri in condizioni disperate. Nei primi giorni morivano fino a 70 prigionieri al giorno. Il 10º Reggimento di cavalleria leggera prese il controllo del campo il 7 ottobre. Il colonnello Todd migliorò la situazione introducendo medici siriani, forniture mediche, cucine mobili e organizzazione interna tra gli stessi prigionieri. Nei giorni successivi vennero evacuati i primi gruppi verso sud, mentre il 30 ottobre il 10º Reggimento fu sostituito dal Jacob’s Horse.

### Problemi logistici, sanitari e malattie

#### Problemi di rifornimento
Durante l’avanzata verso Damasco, la Desert Mounted Corps incontrò gravi difficoltà nel mantenere le proprie linee di rifornimento. L’infrastruttura ferroviaria ottomana era stata danneggiata o sabotata durante la ritirata, e i lunghi percorsi attraverso territori montuosi e semi-desertici rallentavano i convogli. I trasporti motorizzati erano pochi e soggetti a guasti meccanici e carenza di carburante. In alcune unità della 4ª Divisione di cavalleria indiana il pane fresco non fu distribuito per una settimana e i soldati dovettero fare affidamento sulle scorte individuali, spesso insufficienti.

#### Requisizioni e risorse locali
Per far fronte alla carenza di viveri e foraggi, le truppe alleate ricorsero spesso alla requisizione forzata di beni alimentari e animali da tiro nei villaggi attraversati. A El Kutayfah e Duma, le popolazioni locali subirono confische di muli, cavalli e scorte di cereali da parte delle colonne in marcia verso Damasco. Queste pratiche sollevarono tensioni con la popolazione araba, sebbene fossero talvolta mitigate dalla cooperazione delle forze arabe fedeli a Fayṣal e T.E. Lawrence.

#### Situazione medica

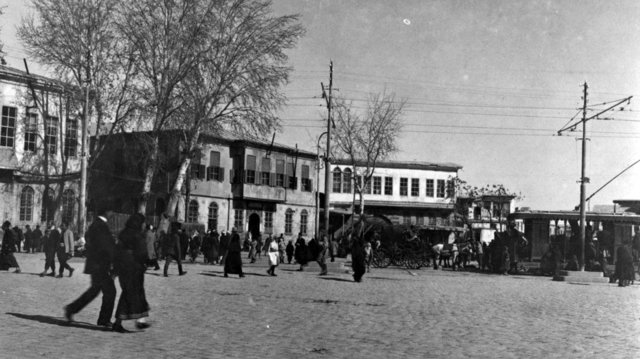
Piazza centrale di Damasco, 1918

Le condizioni igienico-sanitarie delle truppe alleate peggiorarono drasticamente durante la campagna siriana. I servizi medici erano sovraccarichi, con pochi medici e ospedali da campo distanti. Le ambulanze motorizzate erano rare e costrette a percorrere sentieri accidentati. Molti feriti rimanevano senza cure per ore o giorni. Il clima caldo e secco contribuiva alla disidratazione, mentre la scarsità di acqua potabile e di scorte mediche favoriva la diffusione di infezioni.

#### Influenza spagnola e malaria
Nel settembre 1918 si diffuse tra le file dell’Egyptian Expeditionary Force (EEF) un’ondata di influenza spagnola, aggravata dalla diffusione endemica della malaria nella valle dell’Oronte e nei pressi di Damasco. La 4ª Brigata leggera australiana perse in pochi giorni quasi metà degli effettivi a causa delle febbri. Un’epidemia colpì duramente anche la 7ª Divisione indiana, impegnata nei combattimenti a ovest della città.

#### Il 12th Light Horse Regiment e l’occupazione di Damasco
Durante l’ingresso a Damasco il 12º Reggimento australiano a cavallo leggero si trovò a dover pattugliare una città priva di servizi pubblici funzionanti e colpita da disordini civili. I soldati furono costretti a improvvisarsi poliziotti, assistenti sanitari e addetti alla logistica. L’ospedale militare turco era stracolmo di feriti e malati, con centinaia di soldati ottomani e civili colpiti da colera, dissenteria e malaria. Gli ufficiali medici australiani stimarono che oltre il 70% dei pazienti non avrebbe sopravvissuto senza cure urgenti.

#### Condizioni dei cavalli
Anche gli animali da sella e da tiro risentirono delle difficili condizioni. I cavalli della cavalleria australiana e indiana soffrivano la fame, la sete e la fatica. In mancanza di foraggio sufficiente, gli animali furono nutriti con datteri, fichi secchi e altri surrogati recuperati localmente. Nonostante ciò, molti cavalli collassarono durante le marce forzate o morirono di stenti. Gli ufficiali veterinari tentarono di salvare gli animali feriti o esausti, ma le risorse erano insufficienti.

#### Impatto delle malattie sull’efficacia operativa
Secondo stime dell’Ufficio della Guerra, tra il 20% e il 40% delle truppe alleate presenti a Damasco alla fine del settembre 1918 era incapace di combattere a causa di malattie. Le operazioni successive, inclusa la marcia verso Homs e Aleppo, furono rallentate dal bisogno di riorganizzare i reparti e evacuare i malati. Le infermerie da campo e le colonne sanitarie impiegarono settimane per stabilire una rete di cure minima nella regione damascena.

## Conseguenze

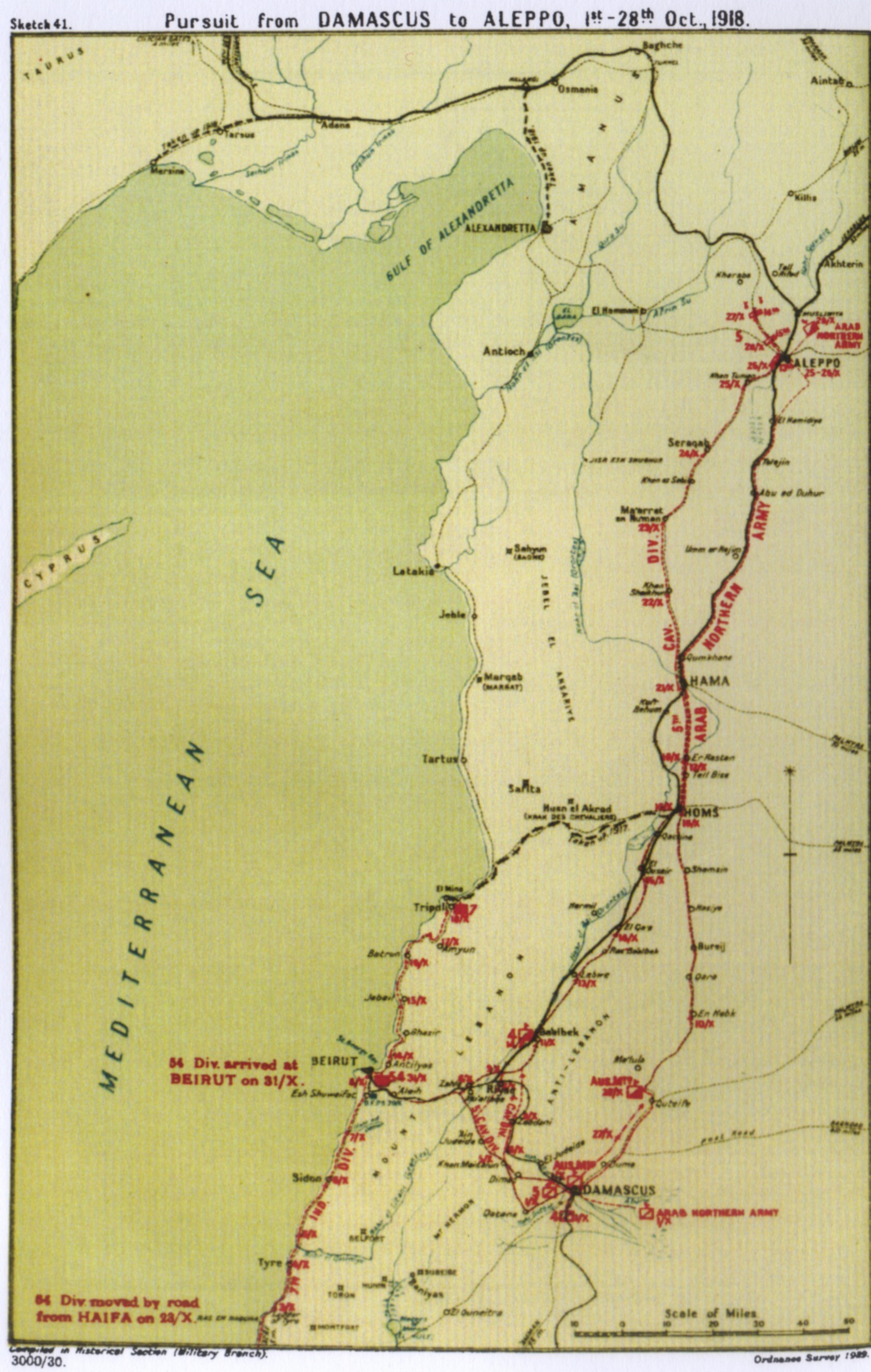
Schizzo operativo della campagna da Damasco ad Aleppo, 1–28 ottobre 1918 (da Falls, vol. II)

La cattura di Damasco rappresentò una vittoria così decisiva che rese improbabili ulteriori grandi battaglie nel teatro mediorientale, pur in un conflitto ancora formalmente in corso. Secondo lo storico e ufficiale britannico Cyril Falls, solo le grandi distanze avrebbero potuto separare a lungo le forze dell’EEF dalle "masse montuose del Tauro e dell’Amanus". A questo punto della guerra, gli Alleati ritenevano che le risorse dell'Impero ottomano fossero "quasi esaurite", ma l’effettiva capacità nemica di rimpiazzare gli eserciti distrutti restava incerta. La disorganizzazione economica prodotta dalla guerra aveva causato carestie in Libano e Siria, ma l’instabilità continuava a generare preoccupazioni strategiche.
La 7ª Divisione indiana (Meerut) proseguì l’avanzata lungo la costa mediterranea, occupando Beirut il 7 ottobre e Tripoli il 13 ottobre. La conquista di questi due porti strategici permise agli Alleati di sostenere logisticamente le operazioni più interne verso nord.
La 5ª Divisione di cavalleria indiana penetrò nell’entroterra, raggiungendo Baalbek il 10 ottobre e Homs tre giorni dopo, dove ricevette l’ordine di avanzare su Aleppo, distante circa 190 chilometri (120 mi). L’avanzata iniziò il 20 ottobre, senza l’appoggio della 4ª Divisione di cavalleria, ma con il supporto dell’esercito arabo di Fayṣal, delle 2ª, 11ª e 12ª batterie blindate leggere britanniche e dei distaccamenti di autoblindo 1º (australiano), 2º e 7º.
Aleppo fu occupata dalle forze arabo-sherifiane guidate dal principe Fayṣal, con il sostegno delle autoblindo e della 15ª Brigata di cavalleria del servizio imperiale, il 25 ottobre 1918. Il giorno successivo, la brigata affrontò dure retroguardie ottomane a Haritan, circa 13 chilometri (8,1 mi) a nord-ovest di Aleppo. Il 27 ottobre la Divisione montata australiana ricevette l’ordine di avanzare a sua volta a nord in sostegno.
Un cimitero per i caduti del Commonwealth durante la prima guerra mondiale e la seconda guerra mondiale è situato presso Mezzeh, nei pressi di Damasco, e custodisce le spoglie di centinaia di soldati che combatterono nella campagna di Palestina e Siria.

## Nella cultura di massa
La battaglia e la conquista di Damasco sono state rappresentate nel film Lawrence d'Arabia, anche se con alcune libertà creative.